# Desiree Ellis
Desiree Ellis (født 14. marts 1963 er en sydafrikansk fodboldtræner, der siden 2016 har været landstræner for Sydafrikas kvindefodboldlandshold.
Hun overtog i 2016 det sydafrikanske landshold, efter selv at have været repræsenteret Sydafrika som spiller i 90'erne. Hun spillede desuden for engelske Spurs Ladies og senere også som cheftræner. Det lykkedes hende at kvalificere landsholdet til deres første VM-slutrunde i 2019, da man vandt sin gruppe i den afrikanske VM-kvalifikation.
I 2022 førte hun holdet frem deres første afrikanske mesterskab, da man vandt Africa Cup of Nations. I maj 2023 udtog hun sin VM-trup frem mod VM i fodbold 2023 i Australien/New Zealand.